# Schurman-Kommission
Die Schurman-Kommission, die von US-Präsident William McKinley am 20. Januar 1899 eingesetzt wurde, wird auf den Philippinen First Philippine Commission genannt. Sie sollte Vorschläge für die von McKinley am 23. Dezember 1898 vor dem US-Kongress angekündigte Wohlwollende Assimilierung (Benevolent Assimilation) unter Beteiligung der philippinischen Oberschicht der Principalía und der intellektuellen Illustrados ausarbeiten.
Die Kommission bestand aus fünf Mitgliedern. Zum Vorsitzenden wurde der Präsident der Cornell University, Jacob Gould Schurman, berufen. Die weiteren Mitglieder waren George Dewey, Elwell Stephen Otis, Charles H. Denby und Dean C. Worcester. Die drei zivilen Mitglieder der Kommission erreichten die Philippinen erst am 4. März 1899, so dass sie erst einen Monat nach Ausbruch der Kämpfe im philippinisch-amerikanischen Krieg ihre Arbeit aufnehmen konnte. Erschwert wurden die Treffen dadurch, dass Otis gleichzeitig Militärgouverneur der Philippinen war und er an vielen Treffen in Manila nicht teilnahm.
Die Kommission konnte Cayetano Arellano, Felipe G. Calderon, Benito Legarda und Trinidad Pardo de Tavera für eine Zusammenarbeit gewinnen. Diese erklärten am 24. Juli, dass die Philippinen für eine unabhängige Republik noch nicht bereit seien, und bekundeten ihr Interesse, in einer autonomen zivilen Kolonialverwaltung für die Vereinigten Staaten zu arbeiten. Später schlossen sich den drei noch Florentino Torres und der inzwischen gefangen genommene Premierminister der ersten philippinischen Republik, Pedro Paterno, dieser Gruppe an. Aus diesem Grunde wird den fünf bis heute der Vorwurf der Kollaboration gemacht, da sie durch ihre Zusammenarbeit viele persönliche Vorteile für sich sichern konnten. Arellano wurde 1901 der erste Vorsitzende des Obersten Gerichtshofes der Philippinen und Paterno erhielt einen Sitz in der Kommunalverwaltung von Manila. Im Dezember gründeten die fünf die konservative politische Partei Partido Federal.
Die Kommission legte im Januar 1901 ihre Erkenntnisse und Empfehlungen dem US-Präsidenten McKinley vor. Sie kam zum Ergebnis, dass eine zivile Kolonialverwaltung wesentlich schneller die Militärverwaltung ersetzen könne. Voraussetzung sei die Etablierung einer Zweikammer-Legislative, die Trennung von Verwaltung und Judikative, die Schaffung autonomer Provinz- und Gemeindeverwaltungen und die Einführung eines Bildungssystems nach US-Vorbild. Diese Vorschläge sollten als Arbeitsgrundlage für die am 16. März 1901 berufene Taft-Kommission dienen, die unter der Leitung des späteren US-Präsidenten William Howard Taft die militärische Administration durch eine zivile Verwaltung ersetzen sollte.